# Nakoneczne Pierwsze
Nakoneczne Pierwsze (ukr. Наконечне Перше) – wieś na Ukrainie, w rejonie jaworowskim obwodu lwowskiego.

## Historia
Dawniej wieś w powiecie jaworowskim.